# 双数姉妹
双数姉妹（そうすうしまい）は、かつて存在した日本の劇団。1990年に早稲田大学演劇研究会を母体として創設され、2012年に活動を休止した。

## 歴史
- 1990年、早稲田大学演劇研究会を母体として、小池竹見を中心に旗揚げする[1]。

- 1993年、早大劇研アトリエで『トラヴェロ』を公演する。
- 1994年、 青山円形劇場で『サナギネ』を公演。主宰の小池竹見は、ゴスペラーズのライブ演出も手がけはじめる[2]。
- 1998年、看板女優でもあった明星真由美が劇団から独立[3] 、2001年に氣志團のマネージャーに転身した[4]。
- 2012年、吉祥寺シアターでの『オルフェゴッコ』を最後に活動を休止した[5]

## 特徴
フリーエチュードという手法で俳優たちが即興で作り上げる作品が中心で、斬新な舞台装置も話題となった。

## メンバー
- 小池竹見（主宰・作・演出・舞台美術）
- 小林至
- 井上貴子
- 今林久弥
- 五味祐司
- 佐藤拓之
- 明星真由美
- 野口かおる
- 日高ひとみ
- 苅部 園子
- 田中桂子

## 公演履歴
1993年
- トラヴェロ（早大劇研アトリエ）
- ソビエト（早大劇研アトリエ）

1994年
- H・C・E（THEATER TOPS）
- サナギネ（青山円形劇場）

1995年
- コサック（THEATER TOPS）
- コサックТОКИОへ（早大劇研アトリエ）
- サーカスと革命（THEATER TOPS）

1996年
- 16（スペースゼロ）
- ハクチカ '96（恵比寿イーストギャラリー）

1997年
- SHOCKER（下北沢本多劇場）
- 3 BALKAN BOYS（THEATER TOPS）

1998年
- OCTAGON（青山円形劇場）
- オペレッタ 王女Pの結婚（紀伊国屋ホール）

1999年
- Some Girls（THEATER TOPS）
- 安門天（THEATER TOPS）

2000年
- ニセオレ（THEATER TOPS）
- 双数姉妹～神無きフタリの霊歌～（紀伊国屋サザンシアター）

2001年
- 不在者（THEATER TOPS）

2003年
- オキュパイ（THEATER TOPS）
- やや無情（THEATER TOPS）

2004年
- ファンシー★ スグルとマナブと奇抜な父と（THEATER TOPS）

2005年
- ラバトリアル（THEATER TOPS）
- 君はヲロチ（THEATER TOPS）

2007年
- チューブラルーム（THEATER TOPS）
- 青熊辻宮浅河鰻（花まる学習会王子小劇場）

2008年
- サナギネ～幼年期の終わりに～（青山円形劇場）

2009年
- ユニゾニア〜鏡の国のコロス〜（笹塚ファクトリー）
- ソビエト〜マヤコフスキィ生誕116年〜（座・高円寺）

2010年
- 20年目の正直（赤坂RED/THATER）

2011年
- サヨナラ（赤坂RED/THATER）

2012年
- オルフェゴッコ（座・高円寺）